# Kenya az 1984. évi nyári olimpiai játékokon
Kenya az egyesült államokbeli Los Angelesben megrendezett 1984. évi nyári olimpiai játékok egyik részt vevő nemzete volt. Az országot az olimpián 5 sportágban 61 sportoló képviselte, akik összesen 3 érmet szereztek.

## Érmesek
| Érem  | Versenyző      | Sportág   | Versenyszám          |
| ----- | -------------- | --------- | -------------------- |
| Arany | Julius Korir   | Atlétika  | Férfi 3000 m akadály |
| Bronz | Mike Musyoki   | Atlétika  | Férfi 10 000 m       |
| Bronz | Ibrahim Bilali | Ökölvívás | Légsúly              |

## Atlétika
Férfi
| Versenyző                                                      | Versenyszám     | Előfutam | Előfutam | Előfutam | Negyeddöntő | Negyeddöntő | Negyeddöntő | Elődöntő | Elődöntő | Elődöntő | Döntő    | Döntő    |
| Versenyző                                                      | Versenyszám     | Idő      | Hely.    | Össz.    | Idő         | Hely.       | Össz.       | Idő      | Hely.    | Össz.    | Idő      | Helyezés |
| -------------------------------------------------------------- | --------------- | -------- | -------- | -------- | ----------- | ----------- | ----------- | -------- | -------- | -------- | -------- | -------- |
| Alfred Nyambane                                                | 200 m           | 21,35    | 4.       | 32.      | kiesett     | kiesett     | kiesett     | kiesett  | kiesett  | kiesett  | kiesett  | kiesett  |
| David Kitur                                                    | 400 m           | 46,25    | 2.       | 21.      | 45,78       | 2.          | 16.         | 45,62    | 7.       | 13.      | kiesett  | kiesett  |
| John Anzrah                                                    | 400 m           | 46,12    | 2.       | 11.      | 45,67       | 5.          | 15.         | kiesett  | kiesett  | kiesett  | kiesett  | kiesett  |
| James Atuti                                                    | 400 m           | 47,04    | 5.       | 41.      | kiesett     | kiesett     | kiesett     | kiesett  | kiesett  | kiesett  | kiesett  | kiesett  |
| Billy Konchellah                                               | 800 m           | 1:46,27  | 1.       | 6.       | 1:46,15     | 1.          | 15.         | 1:45,67  | 2.       | 8.       | 1:44,03  | 4.       |
| Edwin Koech                                                    | 800 m           | 1:47,11  | 1.       | 16.      | 1:44,74     | 1.          | 1.          | 1:44,12  | 2.       | 2.       | 1:44,86  | 6.       |
| Juma Ndiwa                                                     | 800 m           | 1:46,73  | 1.       | 8.       | 1:45,59     | 3.          | 8.          | 1:48,06  | 7.       | 14.      | kiesett  | kiesett  |
| Joseph Chesire                                                 | 1500 m          | 3:38,51  | 1.       | 5.       |             |             |             | 3:35,83  | 4.*      | 4.*      | 3:34,52  | 4.       |
| Josephat Muraya                                                | 1500 m          | 3:51,61  | 4.       | 37.      |             |             |             | kiesett  | kiesett  | kiesett  | kiesett  | kiesett  |
| Kipkoech Cheruiyot                                             | 1500 m          | 3:41,96  | 5.       | 20.      |             |             |             | kiesett  | kiesett  | kiesett  | kiesett  | kiesett  |
| Paul Kipkoech                                                  | 5000 m          | 13:51,54 | 7.       | 28.      |             |             |             | 13:29,08 | 6.       | 6.       | 13:14,40 | 5.       |
| Charles Cheruiyot                                              | 5000 m          | 13:45,99 | 1.       | 7.       |             |             |             | 13:28,56 | 4.       | 4.       | 13:18,41 | 6.       |
| Wilson Waigwa                                                  | 5000 m          | 13:48,84 | 5.       | 20.      |             |             |             | 13:38,59 | 1.       | 11.      | 13:27,34 | 10.      |
| Mike Musyoki                                                   | 10 000 m        | 28:24,24 | 3.       | 11.      |             |             |             |          |          |          | 28:06,46 |          |
| Sosthenes Bitok                                                | 10 000 m        | 28:12,17 | 1.       | 1.       |             |             |             |          |          |          | 28:09,01 | 6.       |
| Joseph Nzau                                                    | 10 000 m        | 28:28,71 | 3.       | 17.      |             |             |             |          |          |          | 28:32,57 | 14.      |
| Joseph Nzau                                                    | Maraton         |          |          |          |             |             |             |          |          |          | 2:11:28  | 7.       |
| Joseph Otieno                                                  | Maraton         |          |          |          |             |             |             |          |          |          | 2:24:13  | 49.      |
| Kimurgor Ngeny                                                 | Maraton         |          |          |          |             |             |             |          |          |          | 2:37:19  | 68.      |
| Simon Kitur                                                    | 400 m gát       | 49,70    | 2.       | 5.       |             |             |             | 49,80    | 5.       | 10.      | kiesett  | kiesett  |
| Meshak Munyoro                                                 | 400 m gát       | 51,99    | 6.       | 37.      |             |             |             | kiesett  | kiesett  | kiesett  | kiesett  | kiesett  |
| Julius Korir                                                   | 3000 m akadály  | 8:29,08  | 1.       | 7.       |             |             |             | 8:17,40  | 1.       | 1.       | 8:11,80  |          |
| Julius Kariuki                                                 | 3000 m akadály  | 8:19,45  | 1.       | 1.       |             |             |             | 8:21,07  | 6.       | 12.      | 8:17,47  | 7.       |
| Kip Rono                                                       | 3000 m akadály  | 8:41,75  | 9.       | 26.      |             |             |             | kiesett  | kiesett  | kiesett  | kiesett  | kiesett  |
| Pius Munyasia                                                  | 20 km gyaloglás |          |          |          |             |             |             |          |          |          | 1:34:53  | 32.      |
| John Anzrah Elijah Sogomo Jason Opicho David Kitur Simon Kitur | 4 × 400 m váltó | 3:06,07  | 2.       | 9.       |             |             |             | 3:04,74  | 7.       | 12.      | kiesett  | kiesett  |

| Versenyző   | Versenyszám | Selejtező | Selejtező | Döntő    | Döntő    |
| Versenyző   | Versenyszám | Eredmény  | Helyezés  | Eredmény | Helyezés |
| ----------- | ----------- | --------- | --------- | -------- | -------- |
| Moses Kiayi | Távolugrás  | 751 cm    | 16.       | kiesett  | kiesett  |
| Moses Kiayi | Hármasugrás | 15,90 m   | 20.       | kiesett  | kiesett  |

Női
| Versenyző            | Versenyszám | Előfutam | Előfutam | Előfutam | Negyeddöntő | Negyeddöntő | Negyeddöntő | Elődöntő | Elődöntő | Elődöntő | Döntő   | Döntő    |
| Versenyző            | Versenyszám | Idő      | Hely.    | Össz.    | Idő         | Hely.       | Össz.       | Idő      | Hely.    | Össz.    | Idő     | Helyezés |
| -------------------- | ----------- | -------- | -------- | -------- | ----------- | ----------- | ----------- | -------- | -------- | -------- | ------- | -------- |
| Ruth Waithera        | 200 m       | 23,42    | 4.       | 14.      | 23,37       | 4.          | 16.         | 23,45    | 8.       | 16.      | kiesett | kiesett  |
| Ruth Waithera        | 400 m       | 52,53    | 2.       | 8.*      |             |             |             | 52,21    | 4.       | 11.      | 51,56   | 8.       |
| Selina Chirchir      | 800 m       | 2:07,17  | 5.       | 20.      |             |             |             | kiesett  | kiesett  | kiesett  | kiesett | kiesett  |
| Justina Chepchirchir | 1500 m      | 4:21,97  | 10.      | 17.      |             |             |             |          |          |          | kiesett | kiesett  |
| Hellen Kimaiyo       | 3000 m      | 8:57,21  | 7.       | 12.      |             |             |             |          |          |          | kiesett | kiesett  |
| Mary Wagaki          | Maraton     |          |          |          |             |             |             |          |          |          | 2:52:00 | 43.      |

* - egy másik versenyzővel azonos eredményt ért el

## Gyeplabda

### Férfi
| Kenyai férfi gyeplabdacsapat-játékoskeret | Kenyai férfi gyeplabdacsapat-játékoskeret |
| --- | --- |
| - Emmanuel Oduol - Julius Akumu - Lucas Alubaha - Michael Omondi - Parminder Singh Saini - Manjeet Singh Panesar - Jitender Singh Panesar - Peter Akatsa | - Harvinder Singh Kular - Christopher Otambo - Brajinder Singh Daved - Raphael Fernandes - Sunil Chhabra - Sarabjit Singh Sehmi - Eric Otieno - Julius Mutinda |

#### Eredmények
Csoportkör
B csoport
| Csapat               | M | Gy | D | V | G+ | G– | Gk  | P |
| -------------------- | - | -- | - | - | -- | -- | --- | - |
| Nagy-Britannia (GBR) | 5 | 4  | 1 | 0 | 10 | 5  | +5  | 9 |
| Pakisztán (PAK)      | 5 | 2  | 3 | 0 | 16 | 7  | +9  | 7 |
| Hollandia (NED)      | 5 | 3  | 1 | 1 | 16 | 9  | +7  | 7 |
| Új-Zéland (NZL)      | 5 | 1  | 2 | 2 | 10 | 10 | 0   | 4 |
| Kenya (KEN)          | 5 | 1  | 0 | 4 | 5  | 14 | –9  | 2 |
| Kanada (CAN)         | 5 | 0  | 1 | 4 | 7  | 19 | –12 | 1 |

| 1984. július 30. 17:15 | Nagy-Britannia (GBR) | 2–1 | Kenya (KEN) |  |
| 1984. július 30. 17:15 | (1–1)                |     |             |  |

| 1984. augusztus 1. 13:45 | Pakisztán (PAK) | 3–0 | Kenya (KEN) |  |
| 1984. augusztus 1. 13:45 | (3–0)           |     |             |  |

| 1984. augusztus 3. 9:45 | Kenya (KEN) | 3–2 | Kanada (CAN) |  |
| 1984. augusztus 3. 9:45 | (1–1)       |     |              |  |

| 1984. augusztus 5. 8:00 | Új-Zéland (NZL) | 4–1 | Kenya (KEN) |  |
| 1984. augusztus 5. 8:00 | (1–0)           |     |             |  |

| 1984. augusztus 7. 17:15 | Hollandia (NED) | 3–0 | Kenya (KEN) |  |
| 1984. augusztus 7. 17:15 | (0–0)           |     |             |  |

A 9–12. helyért
| 1984. augusztus 8. 21:00 | Egyesült Államok (USA) | 1–1 (h. u.) | Kenya (KEN) |  |
| 1984. augusztus 8. 21:00 | (0–0, 1–1)             |             |             |  |
| 1984. augusztus 8. 21:00 | Büntetőpárbaj:         |             |             |  |
| 1984. augusztus 8. 21:00 | 5–6                    |             |             |  |

A 9. helyért
| 1984. augusztus 10. 13:15 | Kenya (KEN) | 1–0 (h. u.) | Kanada (CAN) |  |
| 1984. augusztus 10. 13:15 | (0–0, 0–0)  |             |              |  |

| Csapat      | Helyezés |
| ----------- | -------- |
| Kenya (KEN) | 9.       |

## Ökölvívás
| Versenyző       | Versenyszám   | Selejtező                                     | 32-es főtábla                   | Nyolcaddöntő                | Negyeddöntő                  | Elődöntő                       | Döntő             | Helyezés |
| Versenyző       | Versenyszám   | Ellenfél Eredmény                             | Ellenfél Eredmény               | Ellenfél Eredmény           | Ellenfél Eredmény            | Ellenfél Eredmény              | Ellenfél Eredmény | Helyezés |
| --------------- | ------------- | --------------------------------------------- | ------------------------------- | --------------------------- | ---------------------------- | ------------------------------ | ----------------- | -------- |
| Daniel Mwangi   | Papírsúly     |                                               | Sanpol Sang-Ano (THA) · RSC     | Carlos Motta (GUA) · 1:4    | kiesett                      | kiesett                        | kiesett           | 9.       |
| Ibrahim Bilali  | Légsúly       |                                               | Patrick Mwamba (ZAM) · 3:2      | Álvaro Mercado (COL) · 4:1  | Laureano Ramírez (DOM) · 5:0 | Redžep Redžepovski (YUG) · 0:5 | kiesett           |          |
| Sammy Mwangi    | Harmatsúly    | erőnyerő                                      | Robert Shannon (USA) · 0:5      | kiesett                     | kiesett                      | kiesett                        | kiesett           | 17.      |
| John Wanjau     | Pehelysúly    | erőnyerő                                      | Christian Kpakpo (GHA) · 5:0    | Rajabu Hussen (TAN) · 4:1   | Meldrick Taylor (USA) · RSC  | kiesett                        | kiesett           | 5.       |
| Patrick Waweru  | Könnyűsúly    | Cson Cshilszong (Jeon Chil-Seong) (KOR) · 2:3 | kiesett                         | kiesett                     | kiesett                      | kiesett                        | kiesett           | 33.      |
| Charles Owiso   | Kisváltósúly  | erőnyerő                                      | Dhawee Umponmaha (THA) · 2:3    | kiesett                     | kiesett                      | kiesett                        | kiesett           | 17.      |
| Stephen Okumu   | Nagyváltósúly | erőnyerő                                      | Rod Douglas (GBR) · 1:4         | kiesett                     | kiesett                      | kiesett                        | kiesett           | 17.      |
| Augustus Oga    | Középsúly     |                                               | Pedro van Raamsdonk (NED) · 1:4 | kiesett                     | kiesett                      | kiesett                        | kiesett           | 17.      |
| Sylvanus Okello | Félnehézsúly  |                                               | Ahmed El-Nagar (EGY) · RSC      | Michael Nassoro (TAN) · 5:0 | Evander Holyfield (USA) · KO | kiesett                        | kiesett           | 5.       |
| James Omondi    | Nehézsúly     |                                               | Angelo Musone (ITA) · 0:5       | kiesett                     | kiesett                      | kiesett                        | kiesett           | 17.      |

RSC – a mérkőzésvezető megállította a mérkőzést

## Sportlövészet
Férfi
| Versenyző   | Versenyszám    | Pont | Helyezés |
| ----------- | -------------- | ---- | -------- |
| Shuaib Adam | Szabadpisztoly | 539  | 31.      |

Nyílt
| Versenyző            | Versenyszám | Pont | Helyezés |
| -------------------- | ----------- | ---- | -------- |
| Michael Carr-Hartley | Trap        | 168  | 54.      |

## Súlyemelés
| Versenyző    | Versenyszám | Szakítás | Szakítás | Lökés    | Lökés    | Összesen | Helyezés |
| Versenyző    | Versenyszám | Eredmény | Helyezés | Eredmény | Helyezés | Összesen | Helyezés |
| ------------ | ----------- | -------- | -------- | -------- | -------- | -------- | -------- |
| Pius Ochieng | 100 kg      | 125,0    | 14.      | 175,0    | 10.      | 300,0    | 10.      |